# Habiba Sarabi

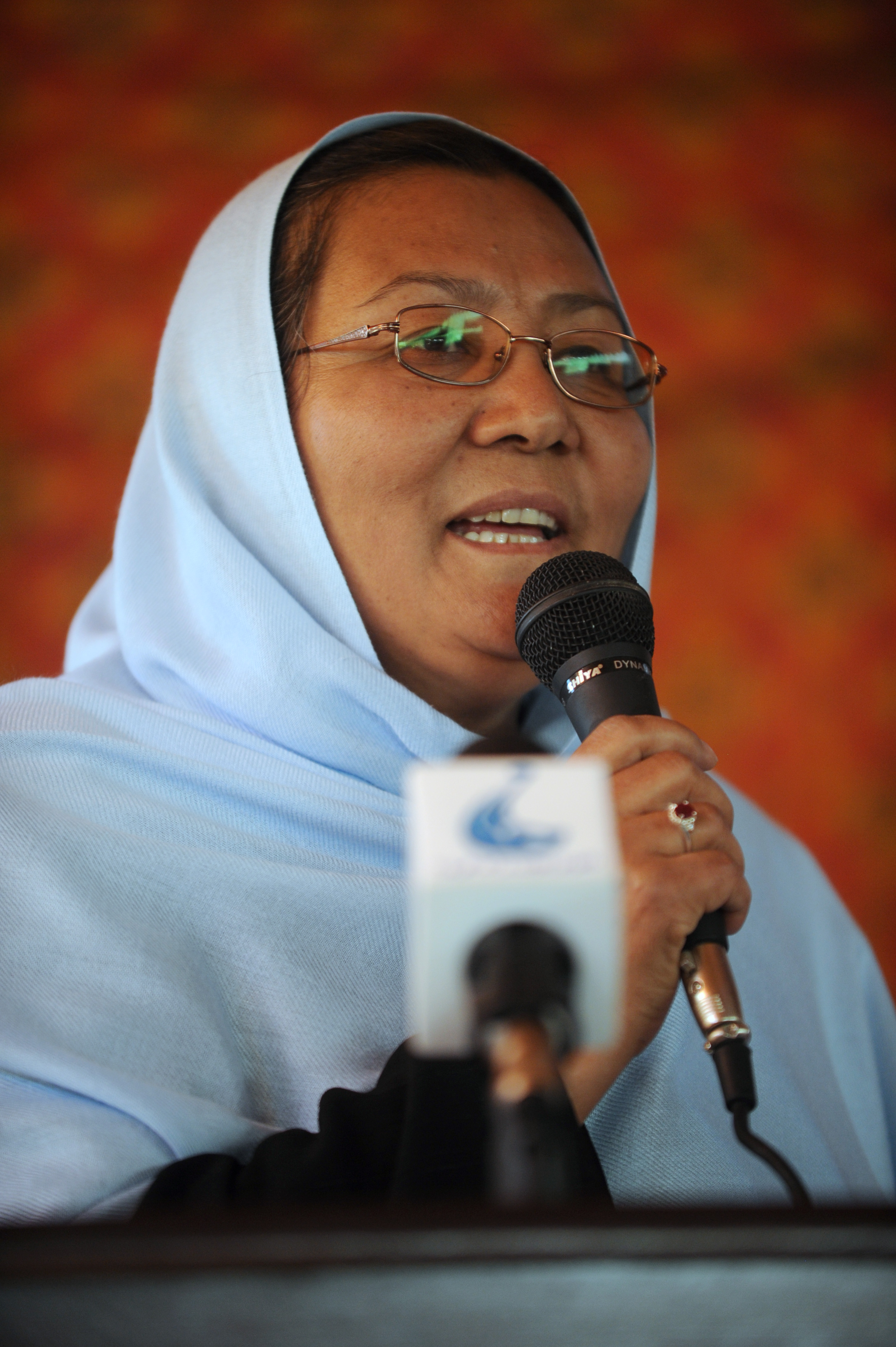
Habiba Sarabi (2011)

Habiba Sarabi (* 1956 in Mazār-i Scharif, auch Sarobi) ist eine afghanische Hämatologin, Politikerin und Reformerin der Post-Taliban-Zeit in Afghanistan. Am 23. März 2005 wurde sie von Präsident Hamid Karzai zur Gouverneurin der Provinz Bamiyan ernannt und wurde somit die erste Frau in Afghanistan, die jemals eine solche Position innehatte. Zuvor fungierte sie in Karzais Kabinett als Frauenbeauftragte sowie als Ministerin für Kultur und Bildung; sie war maßgeblich an der Förderung der Frauenrechte beteiligt und widmete sich darüber hinaus Umweltangelegenheiten. 
Habiba Sarabi ist eine ethnische Hazara.
Während der Herrschaft der Taliban floh Habiba mit ihren Kindern nach Peschawar in Pakistan, kehrte aber heimlich und regelmäßig zurück. Ihr Ehemann blieb in Kabul zurück, um für seine Familie zu sorgen. Sie arbeitete im Untergrund als Lehrerin für Mädchen, jeweils insgeheim in Afghanistan sowie in afghanischen Flüchtlingslagern in Pakistan.
Die von den Taliban im Jahr 2001 zerstörten Buddha-Statuen in ihrer Provinz möchte sie mit Hilfe der UNESCO wieder rekonstruieren lassen.
Im Jahr 2008 führte das Time Magazine sie in der Liste Heroes of the Environment, für ihren Beitrag zur Errichtung des Band-e-Amir-Nationalparks in Bamiyan.
Im Jahr 2013 wurde sie mit dem als „asiatischen Friedensnobelpreis“ angesehenen Ramon-Magsaysay-Preis ausgezeichnet.